# Highmore (Dacota do Sul)
Highmore é uma cidade localizada no estado norte-americano de Dakota do Sul, no Condado de Hyde.

## Demografia
Segundo o censo norte-americano de 2000, a sua população era de 851 habitantes.
Em 2006, foi estimada uma população de 777, um decréscimo de 74 (-8.7%).

## Geografia
De acordo com o United States Census Bureau tem uma área de
4,9 km², dos quais 4,9 km² cobertos por terra e 0,0 km² cobertos por água. Highmore localiza-se a aproximadamente 575 m acima do nível do mar.

## Localidades na vizinhança
O diagrama seguinte representa as localidades num raio de 40 km ao redor de Highmore.